# Fiordo de Alta
No confundir con Álftafjörður en Islandia.
El fiordo de Alta o Altafjord (en noruego: Altafjorden) es un fiordo de Noruega localizado en el extremo norte de la península escandinava, bañado por las aguas del mar de Noruega. Administrativamente sus riberas pertenecen al condado de Troms og Finnmark (municipio de  Alta), siendo el más occidental de los cinco fiordos principales del condado.
El golfo tiene una geografía complicada y se forma en la entradas que marcan las islas de Stjernøya y de Seiland, con los estrechos de  Stjernsundet, Vargsundet y Rognsundet. Tiene unos 38 km de longitud y una profundidad máxima de 488 m. En sus riberas se encuentran las pequeñas localidades de Alta, Rafsbotn, Bossekop, Kvenvik y  Langenes. El fiordo tiene en su interior los fiordos secundarios de Langfjorden, Kåfjord, Skillefjord, Korsfjorden, Komagfjorden, Store Lerresfjord y
Lille Lerresfjord. En la parte sur del interior del fiordo, cerca de la ciudad de Alta, desemboca el río Alta (Altaelva), de unos 200 km.

## Historia

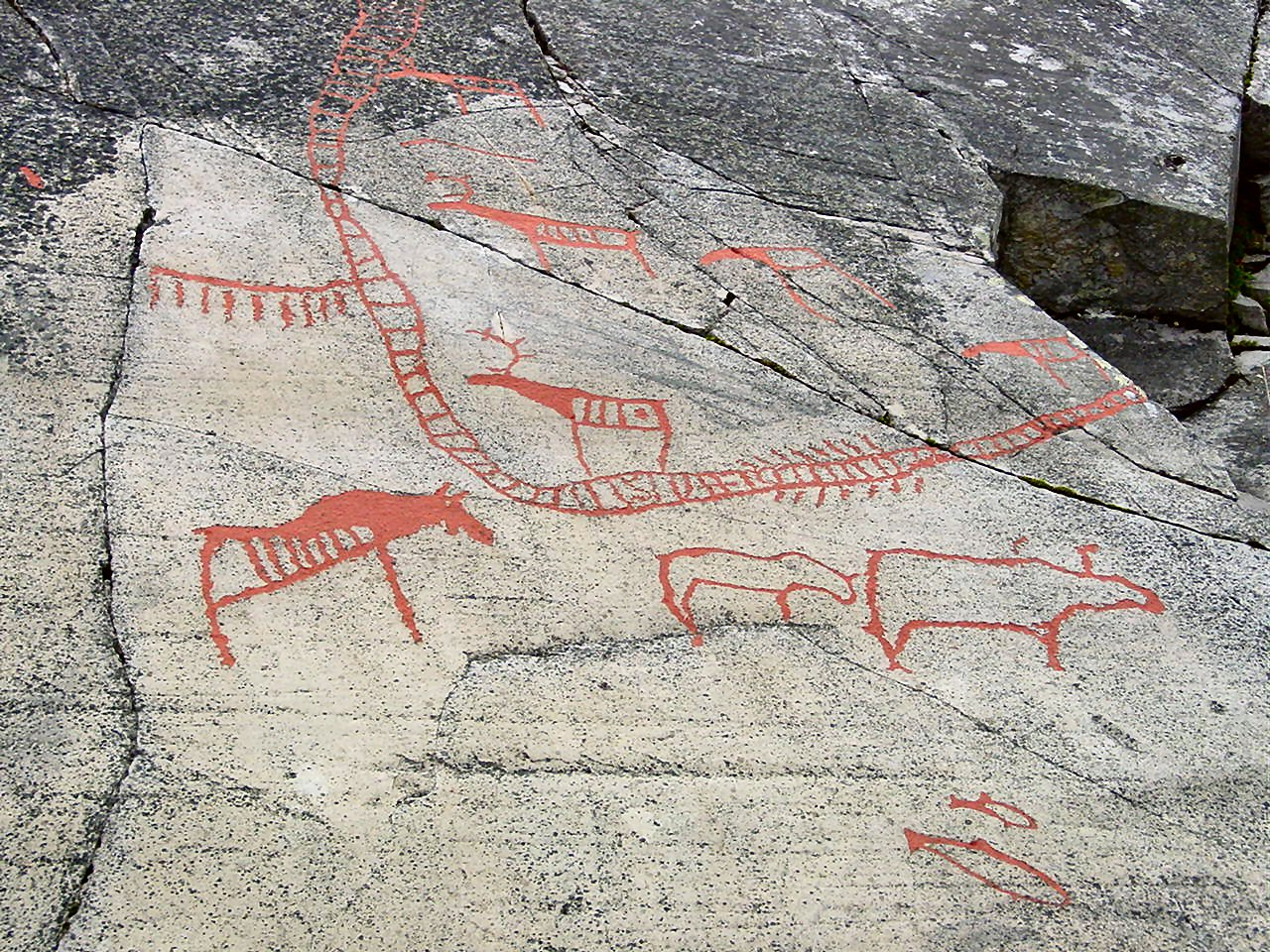
Petroglifos

Se le conoce históricamente como «Altenfjord», y como tal fue conocido por los historiadores británicos durante la mayor parte del siglo XX.

### Cultura prehistórica
A lo largo de las riberas del fiordo se han encontrado gran número de grabados rupestres prehistóricos, en particular en la bahía de Jiepmaluokta. Los lugares de Kåfjord, Jiepmaluokta y Amtmannsnes han sido designados como Patrimonio de la Humanidad por la UNESCO.